# Manitol-1-fosfat 5-dehidrogenaza
Manitol-1-fosfat 5-dehidrogenaza (EC 1.1.1.17, manitol-1-fosfatna 5-dehidrogenaza, heksoza reduktaza, manitol 1-fosfat dehidrogenaza, D-manitol-1-fosfat dehidrogenaza, fruktoza 6-fosfat reduktaza) je enzim sa sistematskim imenom D-manitol-1-fosfat:NAD+ 5-oksidoreduktaza. Ovaj enzim katalizuje sledeću hemijsku reakciju
-manitol 1-fosfat + + {\displaystyle \rightleftharpoons } D-fruktoza 6-fosfat + +

## Literatura
- Nicholas C. Price; Lewis Stevens (1999). Fundamentals of Enzymology: The Cell and Molecular Biology of Catalytic Proteins (Third изд.). USA: Oxford University Press. ISBN 019850229X.
- Eric J. Toone (2006). Advances in Enzymology and Related Areas of Molecular Biology, Protein Evolution (Volume 75 изд.). Wiley-Interscience. ISBN 0471205036.
- Branden C; Tooze J. Introduction to Protein Structure. New York, NY: Garland Publishing. ISBN 0-8153-2305-0.
- Irwin H. Segel. Enzyme Kinetics: Behavior and Analysis of Rapid Equilibrium and Steady-State Enzyme Systems (Book 44 изд.). Wiley Classics Library. ISBN 0471303097.

## Spoljašnje veze
- Mannitol-1-phosphate+5-dehydrogenase на 